# Sengcan

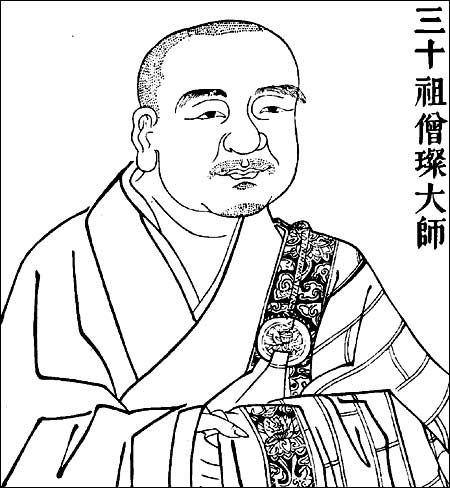
Darstellung von Sengcan

Sengcan (chinesisch 僧璨, Pinyin Sēngcàn, W.-G. Seng-ts'an; jap. 僧燦, Sosan; † 606) war der dritte Patriarch des Chan in China.
Der Legende nach hatte Sengcan Lepra und wurde deshalb von Huike zunächst zurückgewiesen und schließlich mit dem Argument, dass der höchste Weg keine Unterschiede mache, doch als Schüler angenommen.
Sengcan gilt als Verfasser des ersten Lehrgedichts in der Tradition des Chan (Zen), des Xinxinming (信心銘,  Xìnxīn míng), die „Inschrift vom Vertrauen in den Geist“, (jap. Shinjinmei). In diesen Versen versucht Sengcan die gesamte Zen-Lehre in einem Gedicht zum Ausdruck zu bringen. Die Betonung liegt auf Nicht-Dualität und dem Abstand nehmen von Abneigung und Zuneigung und der Abkehr von der Trennung in Vergangenheit, Gegenwart und Zukunft. Das Xinxinming gilt als Beispiel der Integration der Lehren von Buddhismus und Daoismus.